# Speed of Darkness
Speed of Darkness är det femte studioalbumet av det irländsk-amerikanska punkbandet Flogging Molly. Albumet släpptes den 31 maj 2011.

## Låtlista
1. "Speed of Darkness" 	4:08
2. "Revolution" 	3:13
3. "The Heart of the Sea" 	3:43
4. "Don't Shut 'Em Down" 	3:40
5. "The Power's Out" 	4:39
6. "So Sail On" 	2:47
7. "Saints & Sinners" 	3:31
8. "This Present State of Grace" 	2:48
9. "The Cradle of Humankind" 	5:11
10. "Oliver Boy (All of Our Boys)" 	4:07
11. "A Prayer for Me In Silence" 	1:54
12. "Rise Up" 	3:34

All text skriven av sångaren Dave King, all musik komponerad av Flogging Molly.